# Flare Technology
Flare Technology була компанією з виробництва комп'ютерного обладнання, що базувалася в Кембриджі, Велика Британія. Компанія була заснована в 1986 році Мартін Бреннан, Бен Чіз і Джон Метісон, колишні інженери Sinclair Research .
Flare Technology спочатку працювала на Amstrad, а потім розробила систему-демонстратор технологій під назвою Flare One.  Flare One задумувався як домашній комп’ютер або ігрова приставка з широкими аудіо та відео можливостями.
Пов’язаний із проектом Loki, над яким вони раніше працювали в Sinclair Research, який, у свою чергу, був похідним від домашнього комп’ютера ZX Spectrum, Flare One базувався на центральному процесорі Zilog Z80B (працював як 8-бітовий блітер і відеоконтролер) і спеціальному 16-бітному чипі DSP (відповідав за 8-канальний звук і 3D-обчислення), 1 Мб оперативної пам'яті, з роздільною здатністю дисплея 256 x 256 з 256 кольорами або 512 x 256 з 16 кольорами, і очікуваною ціною в 200 фунтів стерлінгів в 1988 році.  
Flare One використовувався в деяких ігрових автоматах, включаючи лінійку відеоігор Bellfruit (A Question of Sport, Beeline, Every Second Counts, Inquizitor, Quizvaders і Treble Top). Чипсет Flare One був надалі розвинутий у прототип Konix Multisystem Slipstream   
У 1989 році Мартін Бреннан отримав контракт від Atari Corp. на завершення та реалізацію дизайну мікросхеми ще не випущеної Atari Panther.
Мартін Бреннан і Джон Метьюсон продовжили розробку Flare II, який був придбаний компанією Atari і став Atari Jaguar.